# Yasuaki Okamoto
Yasuaki Okamoto (岡本 賢明 Okamoto Yasuaki?, nacido el 9 de abril de 1988 en Kumamoto) es un futbolista japonés que se desempeña como centrocampista.

## Trayectoria

### Clubes
| Club              | País  | Año         |
| ----------------- | ----- | ----------- |
| Consadole Sapporo | Japón | 2007 - 2013 |
| Roasso Kumamoto   | Japón | 2014 - 2017 |

## Estadística de carrera

### J. League
| Club              | Año   | J. League | J. League | Copa J. League | Copa J. League | Total | Total |
| Club              | Año   | Part.     | Goles     | Part.          | Goles          | Part. | Goles |
| ----------------- | ----- | --------- | --------- | -------------- | -------------- | ----- | ----- |
| Consadole Sapporo | 2007  | 9         | 2         | -              | -              | 9     | 2     |
| Consadole Sapporo | 2008  | 13        | 0         | 5              | 0              | 18    | 0     |
| Consadole Sapporo | 2009  | 23        | 4         | -              | -              | 23    | 4     |
| Consadole Sapporo | 2010  | 17        | 2         | -              | -              | 17    | 2     |
| Consadole Sapporo | 2011  | 25        | 4         | -              | -              | 25    | 4     |
| Consadole Sapporo | 2012  | 30        | 0         | 4              | 1              | 34    | 1     |
| Consadole Sapporo | 2013  | 30        | 6         | -              | -              | 30    | 6     |
| Roasso Kumamoto   | 2014  | 18        | 2         | -              | -              | 18    | 2     |
| Roasso Kumamoto   | 2015  | 18        | 2         | -              | -              | 18    | 2     |
| Roasso Kumamoto   | 2016  | 34        | 2         | -              | -              | 34    | 2     |
| Roasso Kumamoto   | 2017  | 8         | 0         | -              | -              | 8     | 0     |
| Total             | Total | 225       | 24        | 9              | 1              | 234   | 25    |

## Palmarés

### Títulos nacionales
| Título    | Club              | País  | Año  |
| --------- | ----------------- | ----- | ---- |
| J2 League | Consadole Sapporo | Japón | 2007 |